# Veliki metljaj
Véliki ali tudi jétrni metljáj (znanstveno ime Fasciola hepatica) je zajedavec v rastlinojedih živalih. Povzroča bolezen fasciolozo. Človek se lahko z njim okuži naključno z zaužitjem rastline, na kateri so ciste z ličinkami (po navadi na obvodnih rastlinah). Ličinka v jetrih odraste v odraslega metljaja, posledica tega pa so prebavne motnje in zlatenica. Veliki metljaj potrebuje vmesnega gostitelja pred naselitvijo v telo rastlinojednih živali. Ta gostitelj je polž mlakar.